# Piracema, Minas Gerais
Piracema  este un oraș în Minas Gerais (MG), Brazilia.